# Kerstin Schankweiler
Kerstin Schankweiler (* 1976 in Trier) ist eine deutsche Kunsthistorikerin. Seit 2019 ist sie Professorin für Bildwissenschaft im globalen Kontext an der Technischen Universität Dresden.

## Leben
Schankweiler absolvierte ein Studium der Kunstgeschichte mit den Nebenfächern Klassische Archäologie und Betriebswirtschaftslehre an der Universität Trier und der University of Queensland, wofür sie 2000 ein Stipendium des Deutschen Akademischen Austauschdienstes erhielt. Seit 2002 ist sie als wissenschaftliche Mitarbeiterin für verschiedene Museen tätig, darunter die Reiss-Engelhorn-Museen in Mannheim, das Museum Ludwig sowie das Rautenstrauch-Joest-Museum in Köln.
2008 promovierte sie mit einer Dissertation zum Gegenwartskünstler Georges Adéagbo aus Benin. Als wissenschaftliche Mitarbeiterin am Lehrstuhl für die Kunst des 20. und 21. Jahrhunderts war Schankweiler von 2008 bis 2010 am Kunsthistorischen Institut der Universität zu Köln tätig. Von 2010 bis 2015 war sie wissenschaftliche Mitarbeiterin in der Abteilung Kunst Afrikas des Kunsthistorischen Instituts der Freien Universität Berlin und von 2015 bis 2019 ebendort als Postdoktorandin am Teilprojekt Affektive Dynamiken von Bildern im Zeitalter von Social Media des Sonderforschungsbereichs Affective Societies tätig. In dieser Zeit war sie Mitinitiatorin des Research Network for Transcultural Practices in the Arts and Humanities. Seit 2019 ist sie Fachredakteurin der Rezensionsjournals Kunstform und sehepunkte für den Schwerpunkt Kunstgeschichte und Kunsttheorie im Kontext des Globalen und Postkolonialen, seit 2019 fungiert sie als Mitherausgeberin von Kunstform.
Zum Juli 2019 trat Schankweiler die Juniorprofessur für Künste der Gegenwart an der Universität Siegen an, folgte jedoch schon zum Oktober 2019 dem Ruf auf die Professur für Bildwissenschaft im globalen Kontext an das Institut für Kunst- und Musikwissenschaften der Technischen Universität Dresden. Seit Januar 2020 ist sie Mitglied des DFG-Netzwerks Kulturen ästhetischen Widerstands.
Kerstin Schankweiler ist verheiratet und Mutter von zwei Kindern.

## Forschungsschwerpunkte
Schankweiler forscht schwerpunktmäßig im Bereich der digitalen Bildkulturen sowie der Kunstgeschichte des 20. und 21. Jahrhunderts im globalen Kontext mit einem Fokus auf Afrika. Sie vertritt dabei das Modell einer transkulturellen Kunstgeschichtsschreibung. Weitere ihrer Forschungsschwerpunkte sind Affektökonomien, audiovisuelle Medien sowie Postkoloniale Theorien und Geschlechterstudien.

## Schriften (Auswahl)
Monografien
- Die Mobilisierung der Dinge: Ortsspezifik und Kulturtransfer in den Installationen von Georges Adéagbo. Transcript, Bielefeld 2012, ISBN 978-3-8376-2090-0.
- Bildproteste: Widerstand im Netz. Wagenbach, Berlin 2019, ISBN 978-3-8031-3688-6.
- Bildproteste: Digitale Bildkulturen. Wagenbach, Berlin 2019, ISBN 978-3-8031-4264-1.

Herausgeberschaften
- mit Anna Pawlak: Ästhetik der Gewalt – Gewalt der Ästhetik. Verlag und Datenbank für Geisteswissenschaft, Weimar 2013, ISBN 978-3-89739-734-7.
- mit Eva-Maria Troelenberg und Anna Sophia Messner: Reading Objects in the Contact Zone Heidelberg University Publishing, Heidelberg 2021, ISBN 978-3-96822-049-9.